# Uloborus berlandi
Uloborus berlandi es una especie de araña araneomorfa del género Uloborus, familia Uloboridae. Fue descrita científicamente por Roewer en 1951.
Habita en Guinea.